# Maclear-Ratte
Die Maclear-Ratte (Rattus macleari) ist eine ausgestorbene Rattenart von der Weihnachtsinsel. Benannt wurde sie nach Captain (später Admiral) John Fiot Lee Pearse Maclear, dem Kapitän des Forschungsschiffes HMS Flying Fish, das 1886 die ersten Siedler zur Weihnachtsinsel brachte.

## Beschreibung
Die Maclear-Ratte erreichte eine Kopf-Rumpf-Länge von 21 bis 26 Zentimetern und eine Schwanzlänge von 24 bis 26,5 Zentimetern. Die Schädellänge betrug 4,2 bis 5,3 Zentimeter und die Hinterfußlänge 4,9 bis 5,4 Zentimeter. Charakteristisch waren die markanten aufrechten schwarzen Rückenhaare. Das Fell war überwiegend rötlich grau gefärbt und wurde zum Bauch hin heller.

## Vorkommen und Lebensraum
Die Maclear-Ratte bewohnte die Dschungelvegetation der Weihnachtsinsel.

## Lebensweise und Nahrung
Die Maclear-Ratte trat in großen Gruppen auf. Sie war nachtaktiv und hielt sich tagsüber unter den Wurzeln von Bäumen, vermoderten Baumstämmen oder in flachen Erdhöhlen auf. Sie ernährte sich von Pflanzen, insbesondere von den Früchten der Papaya und jungen Schösslingen. Die Reproduktionszeit war das ganze Jahr über. Die Maclear-Ratte wurde als besonders häufig beschrieben. Auf ihrer nächtlichen Nahrungssuche rannte sie in alle Richtungen und machte auch vor Zelten und Unterkünften nicht Halt. Es gab häufig Kämpfe, und ein seltsames klagendes Gequieke hallte dabei durch den Dschungel.

## Aussterben
1896 gründeten Minenarbeiter bei Flying Fish Cove eine Siedlung, um Phosphatabbau in der Region zu betreiben. 1899 legte das Versorgungsschiff S.S. Hindustan an der Weihnachtsinsel an, von dem Hausratten (Rattus rattus) auf die Insel entkommen konnten. Sie schleppten Krankheitserreger wie Trypanosomen ein, die ein Massenaussterben unter den beiden endemischen Rattenarten – neben der Maclear-Ratte die Weihnachtsinsel-Ratte – verursachten. 1902/1903 konnte ein Kompaniearzt nur noch kranke Tiere ausmachen, die sogar tagsüber in ihrem Todeskampf über den Boden krabbelten. 1903 galt die Maclear-Ratte als ausgestorben. Eine Suchaktion im Jahr 1908 scheiterte.

## Parasiten
2018 wurde festgestellt, dass die Flohart Xenopsylla nesiotes ausschließlich im Fell der Maclear-Ratte parasitierte. Gemeinsam mit dem Wirt gilt nun auch dieses Taxon seit 1903 als ausgestorben. Die Schildzeckenart Ixodes nitens, die ebenfalls nur von Exemplaren der Maclear-Ratte bekannt ist, wird heute zu den ausgestorbenen Parasiten gerechnet.